# Héctor Reynoso
Héctor Reynoso López, plus connu sous le nom de Héctor Reynoso, né le 3 octobre 1980 à Mexico au Mexique, est un footballeur mexicain. 
Il joue au poste de défenseur avec le club de Chivas de Guadalajara (1,83 m pour 62 kg).

## Carrière

### En club
- Depuis 2001 : Chivas de Guadalajara -  Mexique

## Palmarès

### En club
- Avec Chivas de Guadalajara :
  - Champion du Mexique en 2006 (Apertura).

### En sélection
- Vainqueur de la Gold Cup 2011